# Dr. Gomes
Dr. Gomes (Cruzeiro do Sul), é um político brasileiro, filiado ao PSC. Nas eleições de 2022, foi eleito deputado estadual por AM.